# Complexo Energético Amador Aguiar
O Complexo Energético Amador Aguiar é um conjunto de usinas geradoras de energia, batizada em homenagem ao fundador do Banco Bradesco. Está localizada no Rio Araguari, entre os municípios de Uberlândia e Araguari em Minas Gerais. Integram o complexo a Usina Hidrelétrica Amador Aguiar I — antes denominada Usina Hidrelétrica Capim Branco I e que começou a funcionar em 31 de janeiro de 2006 — e a Usina Hidrelétrica Amador Aguiar II — antes denominada Usina Hidrelétrica Capim Branco II e que começou a funcionar em 15 de dezembro de 2006.
Ambas são do tipo usina hidrelétrica a fio d'água, com uma potência total de 240 mega-watts na Amador Aguiar I e 210 mega-watts na Amador Aguiar II. Seus reservatórios são formados, respectivamente, por barragens de 55 metros e 60 metros em altura máxima e ocupam uma área de 18,66 quilômetros quadrados — que se estende pelos municípios de Uberlândia (50,44% da áreas inundada), Araguari (44,77% da área inundada) e Indianópolis (4,79% da área inundada) — e 45,11 quilômetros quadrados. O complexo energético é considerado o empreendimento hidrelétrico de menor impacto ambiental do Estado de Minas Gerais, pois foi instalado em um cânion profundo, que proporcionou uma maior capacidade de geração em uma menor área de inundação.
Para compensar os impactos ambientais foram investidos mais de R$ 120 milhões, distribuídos entre medidas compensatórias e 79 programas ambientais, merecendo destaque a implantação do Parque Estadual do Pau Furado, com 2.184 ha, que foi a primeira unidade de conservação ambiental da região do Triângulo Mineiro, localizado no entorno da Usina Amador Aguiar I, como condicionante ambiental do empreendimento.
É controlada pelo Consórcio Capim Branco Energia (CCBE), composto pela Vale S.A. (48,42%), Votorantim Metais (12,63%), Suzano (17,89%) e Cemig (21,05%) e custou mais de R$ 1,1 bilhão.
Coordenadas:
- Usina Hidrelétrica Amador Aguiar I: 18° 46′ 36″ S, 48° 09′ 43″ O
- Usina Hidrelétrica Amador Aguiar II: 18° 39′ 38″ S, 48° 26′ 13″ O